# Death Machine
Death Machine (conocida como Máquina letal en Hispanoamérica y España) es una película de ciencia ficción de Reino Unido dirigida por Stephen Norrington, estrenada en 1994. Esta película mezcla varios géneros además de ciencia ficción, tales como terror y acción, y se la considera una de las películas precursoras del género ciberpunk.

## Sinopsis
En la fábrica de armas Chaank, que dispone de una alta tecnología avanzada y futurista, ha sido nombrada una nueva directora. Dura, eficiente e inteligente, es Hayden Cale, una mujer que debe investigar en qué extrañas circunstancias murió su predecesor en el cargo. Para ello se enfrentará a un psicótico (Jack Dante) con un ingenio especial para crear y diseñar armas asesinas, y que además tiene un ansia de poder sin límite. El duelo entre estos personajes se transforma en una pesadilla tecnológica, en un incontrolable deseo de destrucción, en una cacería desesperada que hace que el destino de cinco seres se una para enfrentarse a Warbeast, la diabólica máquina letal.

## Reparto
- Brad Dourif – Jack Dante
- Ely Pouget – Hayden Cale
- John Sharian – Raimi
- Martin McDougall – Yutani
- William Hootkins – John Carpenter
- Andreas Wisniewski – Weyland
- Richard Brake – Scott Ridley
- Rachel Weisz – Ejecutiva

## Doblaje
| Personaje      | Voz en español (España) |
| -------------- | ----------------------- |
| Jack Dante     | Antonio García Moral    |
| Hayden Cale    | María Luisa Solá        |
| Raimi          | Ricky Coello            |
| Yutani         | Alfonso Valles          |
| John Carpenter | Vicente Gil             |
| Scott Ridley   | Alfonso Valles          |
| Weyland        | Armando Carreras        |

## Frases célebres
- Jack Dante: El orden dentro del caos... la única salvación del mundo.
- Jack Dante: Pues, igual que obtuve tu dirección, Century Plaza 10/11, y como podría obtener tu código de entrada si quisiera, desde aquí, ya que dispongo de los mejores elementos.
- Jack Dante: Esto es una fiesta sorpresa, ¡Sorpresa!...
- Hayden Cale: La clave está en el miedo.
- Yutani: Sho-Ryu-Ken.
- Soldado Definitivo: Siempre quise decir esto: Volveré.
- Scott Ridley: Tecnología dura, para un mundo duro, si no fuera por nosotros estaríais hablando ruso...
- Scott Ridley: Todo lo que se le ocurrió decir a Dante fue que fabricaba el más mortal y peligroso destructor que jamás se haya visto...

## Controversia y censura
Death Machine es una de las películas más controvertidas del cine de los 90. El propio director nunca estuvo satisfecho con el resultado final antes del estreno, haciéndose numerosas ediciones de la película, y habiendo hasta numerosas versiones de esta. Por lo tanto Stephen Norrington dijo que dejaba la dirección, para volver a su trabajo de siempre, y así se creyó hasta que cuatro años después pudimos verle dirigiendo de nuevo una película, Blade. Al final el director hizo su propia versión. Hay hasta cuatro versiones diferentes de Death Machine: una de 111 minutos (versión del director), la versión más larga de 128 minutos, y otras dos de 85 minutos y 99 minutos (esta última comercializada en Norteamérica). Es una de las películas con más versiones de la historia, superada por pocas, entre ellas Blade Runner con siete versiones diferentes. La película fue censurada en varios países, como Irak, China y Australia entre otros. La Junta de Censores Cinematográficos acusó a la película de violencia excesiva (concretamente en una escena, quizás la más famosa de la película, conocida como la "escena del ascensor", donde fueron censurados 12 segundos), y exhibición de hábitos por las drogas (en una de las escenas de la película, parte de los protagonistas se fuman varios cigarrillos gigantes de cannabis). Pero sin duda lo más censurado de la película fue el personaje que interpreta Brad Dourif, llamado Jack Dante. El personaje fue acusado de psicosis violenta aguda, blasfemia, conducta lasciva (en una escena apuntan a Jack Dante con un arma cargada, y este se pone de rodillas, se excita y dice varias frases sexuales) e instigación al crimen. También algunos países censuraron una escena, en la que se mostraban bebés muertos por las armas de la empresa, siendo esta escena denunciada en numerosas ocasiones. Además también ha sido objeto de polémica las numerosas referencias a otras películas (los personajes principales de la película se llaman igual que directores famosos como Ridley Scott, Sam Raimi o John Carpenter), algunas frases de la película (siendo censuradas algunas de ellas) y los numerosos géneros que establece el filme.

## Recepción
Death Machine se estrenó en 823 salas de cine el 26 de mayo de 1994. La recaudación de la película en su primer fin de semana fue decepcionante, con solo 1,27 millones de dólares. Un factor notable de su mala acogida por parte del público fue la coincidencia de otras películas de mucho éxito entre ellas, El rey león y Los Picapiedras. Tras su mala acogida en su estreno muchos países no la estrenaron en cines, y la lanzaron directamente a vídeo (VHS). La película recaudó 2,376,960 $ en Estados Unidos y 1,483,843 $ en Reino Unido, en el resto del mundo sumo 4,770,123 $, con lo que hace un total de 7,030,926 $ en taquilla mundial. La película fue aprobada por la crítica especializada, en cambio en este caso, fue el público quien no la aceptó, considerándola aburrida e insoportable por su larga duración entre otros casos. Scott Hartl dijo de ella que "El realismo logrado en la máquina es perturbador... sus movimientos parecen reales, lo que provoca en la audiencia auténticas pesadillas...".

## Premios

### Festival de Sitges
| Año  | Categoría                  | Resultado |
| ---- | -------------------------- | --------- |
| 1995 | Mejor Actor (Brad Dourif)  | Nominado  |
| 1995 | Mejores Efectos especiales | Nominado  |

### Fantafestival
| Año  | Categoría                  | Resultado |
| ---- | -------------------------- | --------- |
| 1994 | Mejores Efectos especiales | Ganadora  |

### Vídeos
- Death Machine - Ver película completa
- Death Machine - Trailer
- Death Machine - Theatrical Trailer

- Datos: Q1181240